# Rhombophryne pygmaea
Espèce
Synonymes
- Stumpffia pygmaea Vences & Glaw, 1991

Statut de conservation UICN

 VU D2 : Vulnérable
Rhombophryne pygmaea est une espèce d'amphibiens de la famille des Microhylidae.

## Répartition
Cette espèce est endémique de Madagascar. Elle se rencontre du niveau de la mer jusqu'à 300 m d'altitude sur les îles de Nosy Be et Nosy Komba,.
Son existence est menacée par la déforestation.

## Description
Rhombophryne pygmaea mesure de 10 à 12 mm pour un poids d'environ 0,2 g. Son dos est brun clair avec quelques petites taches noires. Sa mâchoire supérieure est habituellement d'une pigmentation plus soutenue. Son ventre est grisâtre. La peau de son dos est lisse. Les mâles ont un seul sac vocal.

## Étymologie
Son nom d'espèce, du latin pygmaea, « pygmée », lui a été donné en référence à sa très petite taille.

## Publication originale
- Vences & Glaw, 1991 : Revision der Gattung Stumpffia Boettger, 1881 aus Madagaskar, mit Beschreibung von zwei neuen Arten. Acta Biologica Benrodis, vol. 3, no 2, p. 203-219 (texte intégral).